# Branislav Mitrović
Branislav Mitrović (em sérvio:  Бранислав Митровић; Novi Sad, 30 de janeiro de 1985) é um jogador de polo aquático sérvio, que atua como goleiro, campeão olímpico.

## Carreira

### Rio 2016
Mitrović integrou a equipe da Sérvia medalha de ouro nos Jogos Olímpicos de 2016.